# Out of This Club
"Out of This Club" é uma canção gravada pelo girl group americano The Pussycat Dolls para seu segundo álbum de estúdio, Doll Domination (2008). A música foi escrita por R. Kelly e conta com seus vocais e dos de Polow da Don; o primeiro também atuou como produtor. Sendo lançada nas estações de rádio urbanas dos Estados Unidos em 10 de outubro de 2008, como o terceiro single do álbum. Uma música pop e R&B, cuja instrumentação consiste em "melodias de piano rudimentares" e uma "batida de pelúcia". Comercialmente, a música estreou e alcançou o número 24 na Billboard Bubbling Under R&B/Hip-Hop Singles, uma tabela de componentes que apresenta as 25 músicas que não conseguiram entrar na parada de Hot R&B/Hip-Hop Songs.

## Antecedentes
"Out of This Club" foi escrito e produzido por R. Kelly com textos adicionais de Jamal Jones. As Pussycat Dolls e Polow Da Don já haviam colaborado, mas marca sua primeira vez como artista de destaque. Ele co-produziu "Buttons" (PCD, 2005) e produziu "Whatcha Think About That" (Doll Domination, 2008). Os vocais foram gravados por Ian Mereness, Abel Garibaldi, Jeff Meeks e Eric Schlotzer na The Chocolate Factory em Chicago, Illinois. Foi mixado por Dave Pensado e Jaycen Joshua, com Kelly servindo como assistente de mixagem. Foi programado por Mereness, Meeks e Schlotzer. Kelly também aparece como uma artista de destaque da Jive Records.
A canção foi lançada após R. Kelly livrar-se das acusações de pornografia infantil, falando sobre a colaboração Scherzinger disse: "É primeira faixa dele [R. Kelly] de retorno e tudo o que aconteceu ou não aconteceu, eu não posso julgar ninguém. Um hit é um hit e uma música é uma música e [R. Kelly] é inegavelmente um compositor incrível. Então foi uma honra ele escrever essa música especificamente para nós."

## Composição
"Out of Club" é uma música pop e R&B que dura 4h08 (quatro minutos e 8 segundos). Descrito como "um bumbum lento e pesado", a instrumentação da música consiste em "melodias rudimentares de piano" e uma "batida de pelúcia contra um refrão romântico". A música mostra a frase "Se você não tiver dinheiro, leve seu traseiro para casa", tirado de "Glamorous" (2007), de Fergie. Glenn Gamboa notou que a música poderia ser uma continuação de "Love In This Club", de Usher, cujas letras são do desejo de ter relações sexuais em uma boate, enquanto "Out of this Club" retrata "o amor das Pussycat Dolls [de preferência] fora do clube".

## Recepção crítica
Críticos de música foram divididos em suas opiniões sobre "Out Of This Club"; A produção da música foi elogiada e criticada. Nic Oliver, da MusicOMH, gostou da composição da música, "R Kelly faz um ótimo trabalho na lenta 'Out Of The Club'". Bill Lamb, da About.com, comentou: "Polow da Don lançou uma versão de Nth de 'Love In This Club', de Usher, em 'Out of the Club'." Glenn Gamboa, do Newsday, gostou da música por ter "[soando] doce e fresca." Christian Hoard, da Rolling Stone, também elogiou a composição da música, "R. Kelly mistura doçura e atrevimento com a lenta e cativante faixa." Ele também escreveu que os convidados só participarem porque "vale o dinheiro". A música recebeu uma crítica mista de Spence D. em uma revisão da IGN, "[a música] é bonita [é] o padrão de sexual para você (você não esperaria nada menos de Kelly, não é?)." Ele continuou o "tecnológico estúdio onde as vozes das Dolls são colocadas em cima umas das outras em uma forma cascata que está longe de ser de ponta, mas parece legal independentemente". Sal Cinquemani da Slant Magazine, criticou negativamente a música, descrevendo as letras como "baixa qualidade". Jaime Gill do Yahoo! UK & Ireland criticaram a música e escreveram "O ápice é alcançado em 'Out Of This Club'. Isso poderia ter sido uma réplica feminina no gênero 'vamos fazer sexo neste banheiro unissex', cantado por Nelly, Usher e R Kelly." A Fuse classificou a música no número três em sua lista das "6 Colaborações Mais Aleatórias de R. Kelly" em 2013.

## Listagem de faixas
- Versão do álbum

1. "Out of This Club" (com R. Kelly e Polow da Don) – 4:08

## Desempenho nas tabelas musicais

### Posições
A música só conseguiu entrar no número 24 no Billboard Bubbling Under R&B/Hip-Hop Singles, um gráfico de componente que representa as 25 músicas que não conseguiram fazer um impacto no gráfico Hot R&B / Hip-Hop Songs.
| Chart (2008)                                       | Maior posição |
| -------------------------------------------------- | ------------- |
| EUA (Billboard Bubbling Under R&B/Hip-Hop Singles) | 24            |

## Histórico de lançamento nas rádios
| Região | Data                   | Formato                    | Gravadora          |
| ------ | ---------------------- | -------------------------- | ------------------ |
| EUA    | 12 de dezembro de 2008 | Urban contemporary airplay | Interscope Records |